# Glukoza oksidaza
Glukoza oksidaza (EC 1.1.3.4, glukozna oksihidraza, korilofilin, penatin, glukozna aerodehidrogenaza, mikrocid, beta-D-glukozna oksidaza, D-glukozna oksidaza, D-glukoza-1-oksidaza, beta-D-glukoza:hinon oksidoreduktaza, glukozna oksihidraza, deoksin-1, GOD) je enzim sa sistematskim imenom beta-D-glukoza:kiseonik 1-oksidoreduktaza. Ovaj enzim katalizuje sledeću hemijsku reakciju
beta--glukoza + O2 {\displaystyle \rightleftharpoons } D-glukono-1,5-lakton +H2O2
Ova enzim je flavoprotein (FAD).

## Literatura
- Nicholas C. Price; Lewis Stevens (1999). Fundamentals of Enzymology: The Cell and Molecular Biology of Catalytic Proteins (Third изд.). USA: Oxford University Press. ISBN 019850229X.
- Eric J. Toone (2006). Advances in Enzymology and Related Areas of Molecular Biology, Protein Evolution (Volume 75 изд.). Wiley-Interscience. ISBN 0471205036.
- Branden C; Tooze J. Introduction to Protein Structure. New York, NY: Garland Publishing. ISBN 0-8153-2305-0.
- Irwin H. Segel. Enzyme Kinetics: Behavior and Analysis of Rapid Equilibrium and Steady-State Enzyme Systems (Book 44 изд.). Wiley Classics Library. ISBN 0471303097.

## Spoljašnje veze
- Glucose+oxidase на 